# Canton du Haut-Vivarais
Le canton du Haut-Vivarais, précédemment appelé canton de Lamastre, est une circonscription électorale française située dans le département de l'Ardèche et la région Auvergne-Rhône-Alpes.
À la suite du redécoupage cantonal de 2014, les limites territoriales du canton sont remaniées. Le nombre de communes du canton passe de 9 à 31. 

## Géographie
Ce canton est organisé autour de Lamastre dans l'arrondissement de Tournon-sur-Rhône. Son altitude varie de 290 mètres au Crestet jusqu'à  1256 Métres  sur le Mont Chaix a Lalouvesc pour une altitude cantonale moyenne de 550 mètres.

## Histoire
Le canton est créé en 1790 sous la dénomination de "canton de Lamastre". Il regroupe alors 9 communes. À la suite du redécoupage cantonal de 2014, le nombre de communes passe à 31. Le canton est renommé en 2016 canton du Haut-Vivarais.

## Représentation

### Conseillers généraux du canton de Lamastre de 1833 à 2015
| Période | Période          | Identité                          | Étiquette           | Qualité |
| ------- | ---------------- | --------------------------------- | ------------------- | --- |
| 1833    | 1844             | André Gaillard (1797-1864)        |                     | Avocat et propriétaire à Lamastre Chef de bataillon de la Garde nationale                                      |
| 1844    | 1852             | Jean-Baptiste Bancel (1793-1868)  |                     | Avocat, propriétaire à Empurany                                                                                |
| 1852    | 1892 (décès)     | Charles-André Seignobos           | Gauche républicaine | Avocat et rentier Député (1871-1881 et 1890-1892) Conseiller municipal de Lamastre                             |
| 1892    | 1895             | Gabriel Pradon                    | Républicain libéral | Propriétaire - Maire de Lamastre, conseiller d'arrondissement                                                  |
| 1895    | 1901             | Raymond Seignobos                 | Rad.                | Maire de Lamastre                                                                                              |
| 1901    | 1930 (décès)     | Baron Paul de Framond (1865-1930) | Libéral Catholique  | Propriétaire, ancien inspecteur des forêts - Maire de Gilhoc-sur-Ormèze                                        |
| 1930    | 1940             | Victor Descours                   | URD                 | Industriel, Maire de Lamastre, conseiller d'arrondissement                                                     |
|         |                  |                                   |                     | |
| 1942    | 1945             | Adrien Fournier                   |                     | Conseiller municipal de Lamastre Nommé conseiller départemental en 1942                                        |
|         |                  |                                   |                     | |
| 1945    | 1949             | Louis Miséry                      | MRP                 | Imprimeur à Annonay                                                                                            |
| 1949    | 1972             | Xavier du Besset (1900-1975)      | PPUS puis DVD       | Industriel à Désaignes                                                                                         |
| 1972    | 1977 (démission) | Pierre Grandcolas                 | UDR                 | Médecin à Lamastre Suppléant du député Henri Torre Député (1973-1974) Maire de Lamastre (1953-1977)            |
| 1977    | 1998             | Henri Laroux                      | DVD                 | Instituteur en retraite Maire d'Empurany                                                                       |
| 1998    | 2015             | Jean-Paul Vallon                  | DVD                 | Agent administratif Maire de Lamastre (depuis 1995) Président de la Communauté de communes du Pays de Lamastre |

### Conseillers d'arrondissement (de 1833 à 1940)
| Période                                  | Période      | Identité                     | Étiquette                         | Qualité |
| ---------------------------------------- | ------------ | ---------------------------- | --------------------------------- | --- |
| 1833                                     | 1836         | M. Gaillard père             |                                   | Propriétaire à Lamastre                                                                                     |
| 1836                                     | 1839         | M. Ladreyt                   |                                   | Avocat à Lamastre                                                                                           |
| 1839                                     | 1848         | M. Chambron                  |                                   | Greffier de la justice de paix à Lamastre                                                                   |
|                                          |              |                              |                                   | |
| 1880                                     | 1892         | Gabriel Pradon               | Catholique libéral et républicain | Ancien notaire, maire de Lamastre                                                                           |
|                                          |              |                              |                                   | |
| 1904                                     | 1921 (décès) | Joseph du Besset (1865-1921) | Libéral                           | Propriétaire rentier à Saint-Prix                                                                           |
| 1921                                     | 1930         | Victor Descours              | Conservateur                      | Industriel à Lamastre                                                                                       |
| 1930                                     | 1940         | M. Deschamps                 | Droite                            | Maire du Crestet                                                                                            |
| 1940                                     |              |                              |                                   | Les conseils d'arrondissement ont été suspendus par la loi du 12 octobre 1940 et n'ont jamais été réactivés |
| Les données manquantes sont à compléter. |              |                              |                                   | |

### Conseillers départementaux à partir de 2015
| Période élective | Période élective | Mandat | Mandat   | Identité         | Nuance | Nuance | Qualité                                                                                     |
| ---------------- | ---------------- | ------ | -------- | ---------------- | ------ | ------ | ------------------------------------------------------------------------------------------- |
| 2015             | 2021             | 2015   | 2021     | Laëtitia Bourjat |        | LR     | Responsable d'entreprise Maire de Vaudevant                                                 |
| 2015             | 2021             | 2015   | 2021     | Jean-Paul Vallon |        | DVD    | Comptable - Maire de Lamastre, Président de la Communauté de Communes                       |
| 2021             | 2028             | 2021   | en cours | Laetitia Bourjat |        | LR     | Conseillère sortante, Conseiller(e) départemental(e) délégué(e) chargé de l’économie        |
| 2021             | 2028             | 2021   | en cours | Jean-Paul Vallon |        | DVD    | Conseiller sortant, 8ème vice-président chargé des routes et de l’aménagement du territoire |

#### Élections de mars 2015
À l'issue du premier tour des élections départementales de 2015, deux binômes sont en ballottage : Laëtitia Bourjat et Jean-Paul Vallon (Union de la Droite, 42,21 %) et Jacques Mercier et Clothilde Ribe (FN, 25,74 %). Le taux de participation est de 59,64 % (9 843 votants sur 16 503 inscrits) contre 55,97 % au niveau départemental et 50,17 % au niveau national.
Au second tour, Laëtitia Bourjat et Jean-Paul Vallon (Union de la Droite) sont élus avec 67,75 % des suffrages exprimés et un taux de participation de 57,68 % (5 543 voix pour 9 519 votants et 16 502 inscrits).

#### Élections de juin 2021
Le premier tour des élections départementales de 2021 est marqué par un très faible taux de participation (33,26 % au niveau national). Dans le canton du Haut-Vivarais, ce taux de participation est de 43,93 % (7 428 votants sur 16 907 inscrits) contre 37,36 % au niveau départemental. À l'issue de ce premier tour, deux binômes sont en ballottage : Laetitia Bourjat et Jean-Paul Vallon (DVD, 50,24 %) et Aurélien Mourier et Marie Vercasson (DVG, 29,34 %).
Le second tour des élections est marqué une nouvelle fois par une abstention massive équivalente au premier tour. Les taux de participation sont de 34,3 % au niveau national, 40,7 % dans le département et 47,74 % dans le canton du Haut-Vivarais. Laetitia Bourjat et Jean-Paul Vallon (DVD) sont élus avec 59,46 % des suffrages exprimés (4 580 voix pour 8 073 votants et 16 911 inscrits),,.

## Composition

### Composition avant 2015

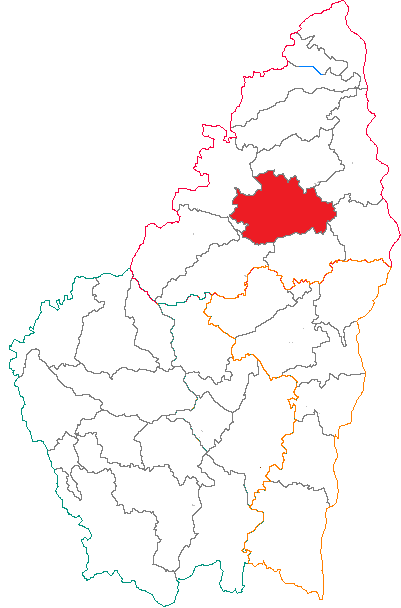
Situation du canton de Lamastre dans le département de l'Ardèche avant 2015.

Le canton de Lamastre regroupait neuf communes. 
| Nom                     | Code Insee | Codepostal | Superficie (km2) | Population (dernière pop. légale) | Densité (hab./km2) |
| ----------------------- | ---------- | ---------- | ---------------- | --------------------------------- | ------------------ |
| Lamastre (chef-lieu)    | 07129      | 07270      | 25,45            | 2 426 (2012)                      | 95                 |
| Le Crestet              | 07073      | 07270      | 9,91             | 534 (2012)                        | 54                 |
| Désaignes               | 07079      | 07570      | 50,72            | 1 166 (2012)                      | 23                 |
| Empurany                | 07085      | 07270      | 18,94            | 553 (2012)                        | 29                 |
| Gilhoc-sur-Ormèze       | 07095      | 07270      | 20,74            | 443 (2012)                        | 21                 |
| Nozières                | 07166      | 07270      | 21,79            | 273 (2012)                        | 13                 |
| Saint-Barthélemy-Grozon | 07216      | 07270      | 19,40            | 499 (2012)                        | 26                 |
| Saint-Basile            | 07218      | 07270      | 17,85            | 323 (2012)                        | 18                 |
| Saint-Prix              | 07290      | 07270      | 15,21            | 261 (2012)                        | 17                 |

### Composition depuis 2015
Après le redécoupage cantonal de 2014, le nouveau canton de Lamastre est composé de trente et une communes.
| Nom                              | Code Insee | Intercommunalité       | Superficie (km2) | Population (dernière pop. légale) | Densité (hab./km2) | Modifier                                    |
| -------------------------------- | ---------- | ---------------------- | ---------------- | --------------------------------- | ------------------ | ------------------------------------------- |
| Lamastre (bureau centralisateur) | 07129      | CC du Pays de Lamastre | 25,45            | 2 336 (2022)                      | 92                 | modifier les données · modifier les données |
| Alboussière                      | 07007      | CC Rhône Crussol       | 18,39            | 1 026 (2022)                      | 56                 | modifier les données · modifier les données |
| Ardoix                           | 07013      | CA Annonay Rhône Agglo | 12,15            | 1 302 (2022)                      | 107                | modifier les données · modifier les données |
| Arlebosc                         | 07014      | CA Arche Agglo         | 12,35            | 361 (2022)                        | 29                 | modifier les données · modifier les données |
| Bozas                            | 07039      | CA Arche Agglo         | 12,50            | 256 (2022)                        | 20                 | modifier les données · modifier les données |
| Champis                          | 07052      | CC Rhône Crussol       | 16,34            | 659 (2022)                        | 40                 | modifier les données · modifier les données |
| Colombier-le-Vieux               | 07069      | CA Arche Agglo         | 15,49            | 677 (2022)                        | 44                 | modifier les données · modifier les données |
| Le Crestet                       | 07073      | CC du Pays de Lamastre | 9,91             | 522 (2022)                        | 53                 | modifier les données · modifier les données |
| Désaignes                        | 07079      | CC du Pays de Lamastre | 50,72            | 1 145 (2022)                      | 23                 | modifier les données · modifier les données |
| Empurany                         | 07085      | CC du Pays de Lamastre | 18,94            | 573 (2022)                        | 30                 | modifier les données · modifier les données |
| Gilhoc-sur-Ormèze                | 07095      | CC du Pays de Lamastre | 20,74            | 473 (2022)                        | 23                 | modifier les données · modifier les données |
| Labatie-d'Andaure                | 07114      | CC du Pays de Lamastre | 9,93             | 220 (2022)                        | 22                 | modifier les données · modifier les données |
| Lafarre                          | 07124      | CC du Pays de Lamastre | 11,33            | 45 (2022)                         | 4,0                | modifier les données · modifier les données |
| Lalouvesc                        | 07128      | CC du Val d'Ay         | 10,53            | 383 (2022)                        | 36                 | modifier les données · modifier les données |
| Nozières                         | 07166      | CC du Pays de Lamastre | 21,79            | 240 (2022)                        | 11                 | modifier les données · modifier les données |
| Pailharès                        | 07170      | CA Arche Agglo         | 19,69            | 288 (2022)                        | 15                 | modifier les données · modifier les données |
| Préaux                           | 07185      | CC du Val d'Ay         | 22,33            | 706 (2022)                        | 32                 | modifier les données · modifier les données |
| Quintenas                        | 07188      | CA Annonay Rhône Agglo | 14,00            | 1 750 (2022)                      | 125                | modifier les données · modifier les données |
| Saint-Alban-d'Ay                 | 07205      | CC du Val d'Ay         | 23,73            | 1 396 (2022)                      | 59                 | modifier les données · modifier les données |
| Saint-Barthélemy-Grozon          | 07216      | CC du Pays de Lamastre | 19,40            | 500 (2022)                        | 26                 | modifier les données · modifier les données |
| Saint-Basile                     | 07218      | CC du Pays de Lamastre | 17,85            | 351 (2022)                        | 20                 | modifier les données · modifier les données |
| Saint-Félicien                   | 07236      | CA Arche Agglo         | 21,44            | 1 114 (2022)                      | 52                 | modifier les données · modifier les données |
| Saint-Jeure-d'Ay                 | 07250      | CC du Val d'Ay         | 6,90             | 497 (2022)                        | 72                 | modifier les données · modifier les données |
| Saint-Pierre-sur-Doux            | 07285      | CC du Val d'Ay         | 21,19            | 110 (2022)                        | 5,2                | modifier les données · modifier les données |
| Saint-Prix                       | 07290      | CC du Pays de Lamastre | 15,21            | 273 (2022)                        | 18                 | modifier les données · modifier les données |
| Saint-Romain-d'Ay                | 07292      | CC du Val d'Ay         | 9,36             | 1 168 (2022)                      | 125                | modifier les données · modifier les données |
| Saint-Sylvestre                  | 07297      | CC Rhône Crussol       | 15,16            | 511 (2022)                        | 34                 | modifier les données · modifier les données |
| Saint-Symphorien-de-Mahun        | 07299      | CC du Val d'Ay         | 19,32            | 117 (2022)                        | 6,1                | modifier les données · modifier les données |
| Saint-Victor                     | 07301      | CA Arche Agglo         | 31,88            | 961 (2022)                        | 30                 | modifier les données · modifier les données |
| Satillieu                        | 07309      | CC du Val d'Ay         | 32,82            | 1 502 (2022)                      | 46                 | modifier les données · modifier les données |
| Vaudevant                        | 07335      | CA Arche Agglo         | 12,46            | 218 (2022)                        | 17                 | modifier les données · modifier les données |
| Canton du Haut-Vivarais          | 0708       |                        | 569,30           | 21 680 (2022)                     | 38                 | modifier les données                        |

## Démographie

### Démographie avant 2015
| 1962  | 1968  | 1975  | 1982  | 1990  | 1999  | 2006  | 2011  | 2012  |
| ----- | ----- | ----- | ----- | ----- | ----- | ----- | ----- | ----- |
| 8 959 | 8 395 | 7 555 | 7 165 | 6 520 | 6 217 | 6 437 | 6 527 | 6 478 |

### Démographie depuis 2015
En 2022, le canton comptait 21 680 habitants, en évolution de +1,57 % par rapport à 2016 (Ardèche : +2,48 %, France hors Mayotte : +2,11 %).
| 2013   | 2018   | 2022   |
| ------ | ------ | ------ |
| 21 100 | 21 449 | 21 680 |